# Pomponio Nenna
Pomponio Nenna (baptisé le 13 juin 1556, mort le 25 juillet 1608) est un compositeur napolitain de la Renaissance.  Il est principalement connu pour ses madrigaux, largement influencés par ceux de Carlo Gesualdo, et pour ses motets publiés à titre posthume comme les Sacrae Hebdomadae Responsoria en 1622.

## Biographie
Pomponio Nenna est né à Bari, dans la région des Pouilles. Son père, Giovanni Battista Nenna, était un fonctionnaire de la ville de Bari, et l'auteur de « Il Nennio: nel quale si ragiona di Nobilta », un livre sur la noblesse et le caractère, publié en 1542.
Le jeune musicien a probablement étudié avec  Stefano Felis à Bari. Il publie ses premières pièces en 1574, quatre villanelles comprises dans une collection de « Villanelle alla napoletana », éditée par Giovanni Jacopo de Antiquis, qui passe également pour avoir été l'un de ses maîtres. En 1582, Nenna dédie son premier livre de madrigaux à Fabrizio Carafa, jeune duc d'Andria. Cependant, Carafa est assassiné dans la nuit du 16 au 17 octobre 1590, surpris en flagrant délit d'adultère avec Maria d'Avalos, épouse de Carlo Gesualdo. Ce dernier fit abattre le duc et poignarda lui-même son épouse, perpétrant l'un des crimes les plus célèbres de l'histoire de la musique.  
Nenna resta néanmoins en bons termes avec Gesualdo, et bien des œuvres lui sont dédiées. Gesualdo était prince de Venosa, et cette attitude semble avoir été dictée par la prudence avant tout. Nenna suivit le prince compositeur et travailla pour sa cour de Gesualdo, de 1594 à 1599. 
Les activités de Nenna dans la première décennie du XVIIe siècle sont mal connues, mais il vécut probablement à Naples de 1606 à 1607, et à Rome à partir de 1608. Il semble avoir montré quelque talent aux échecs. Sa participation dans un concours de jeu d'échecs à Naples, en 1606, est enregistrée dans une source manuscrite de l'époque. 
En avril 1600, Éléonore d'Este, la seconde épouse de Gesualdo, écrit une lettre à son frère le cardinal Alessandro d'Este, à Rome, dans laquelle elle lui recommande Nenna. C'est très probablement grâce à elle qu'il se rend à Rome.
Il est décédé le 25 juillet 1608 à Rome.

## Musique et influence
Nenna a suivi les tendances stylistiques napolitaines de son époque. Il s'est inspiré de l'œuvre de Giulio Caccini, et a échangé des idées musicales importantes avec Gesualdo. Certains des madrigaux de Nenna font également usage du style antiphonique d'Andrea Gabrieli.
Nenna a écrit huit livres de madrigaux, dont les deuxième et troisième livres ont disparu aujourd'hui. Pour cette raison, le changement de son style présent dans son premier livre de madrigaux vers celui, plus mature, du quatrième livre peut paraître surprenant…
Son utilisation du chromatisme et un langage musical basé sur l'imitation est dans la veine expérimentale de son temps, telle qu'on la trouve dans le travail de Gesualdo, indiquant une relation de travail étroite entre les deux. Nenna utilise les dissonances pour établir des tensions qui reflètent étroitement les passions exprimées dans les textes, et il emploie des motifs mélodiques et rythmiques en imitation entre les parties qui se déplacent vers les points de conflit qui trouvent ensuite à se résoudre — souvent de manière soudaine.
Les structures chromatiques présentes dans ses compositions sont parfois surprenantes. Au début de La mia Doglia s'avanza, les premiers accords passent de sol mineur à fa dièse majeur, puis Ré mineur et enfin do dièse majeur, en commençant une série de figures descendant chromatiquement. Dans L'amoroso veleno, les voix utilisent de petites gammes ascendantes chromatiques pour imiter le poison qui s'insinue lentement au cœur de la victime…
Fait intéressant, dans plus d'un madrigal, Nenna utilise une phrase répétée musicalement, Vita de la mia vita (« lumière de ma vie »), apparemment comme une sorte de signature sonore, ou peut-être une référence voilée à une personne en particulier.
Le cinquième livre de madrigaux est dédié à l'un des mécènes de Nenna, Fabrizio Branciforte, tandis que le sixième est offert à Diana Vittoria Carafa, l'épouse du séducteur de la femme de Gesualdo… Le huitième livre, publié en 1618, a été édité de façon posthume par Ferdinando Archilei, docteur en droit, musicien amateur et ami de Nenna à Rome.
Nenna a également écrit de la musique sacrée, dont des répons des Ténèbres pour la Semaine sainte, qui montrent une approche digne et sobre, en harmonie avec le style napolitain pour la musique liturgique, et reflète le travail de Gesualdo sur ce même sujet.

## Œuvres

### Madrigaux
Premier livre de Madrigaux  (Il Primo Libro de madrigali à cinque voci), 1613
1. Eccomi pronta ai baci
2. Candida man ti bacio
3. Se la doglia e 'l martire
4. Ancide sol la morte
5. Itene miei sospiri
6. Qual fora a donna
7. Vedrò il mio sol - O mia luce o mia gioia
8. Voi negate ch'io v'ami
9. Asciugate i begli occhi
10. S'allor che più sperai
11. Vivo mio sol tu giri
12. Ahi, dispietata e cruda
13. La mia doglia s'avanza
14. Il tuo dolce candore
15. S'io taccio il duol s'avanza
16. Voi bramate ch'io more
17. Se gli occhi vostr'io miro
18. Sospir che dal bel petto
19. Ripiglia Ergasto - Aure liete e soavi

(Ce livre contient également des madrigaux de Stefano Felis). En 1621, Carlo Milanuzzi a ajouté une partie de basse continue pour ce livre.
4e livre de Madrigaux (Il quarto libro de madrigali à cinque voci), 1597(?)-1609, 
1. Ahi dispietata vita
2. Cruda Donna e pietosa
3. O Donna troppo cruda e troppo bella
4. S'io vivo
5. Ma se da voi
6. Deh s'io v'ho dato il core
7. Ecco o mia dolce pena
8. Lumi miei cari Lumi
9. Volgete a me quei fugitivi rai
10. Vuoi tu dunque partire ?
11. Non mi duol che non m'ami
12. O gradite o sprezzate
13. Che fai meco mio duolo
14. Apri il sen alle fiamme
15. Tu segui o bell'Aminta
16. Amoroso mio foco
17. Invan cor mio tu brami
18. Dovrò dunque morire
19. Parto io si, ma il mio core
20. Occhi miei che vedeste

5e livre de Madrigaux (Madrigali à Cinque voci. Quinto Libro), 1603
1. Deh! scoprite il bel seno
2. Mercè, grido piangendo

…
6e livre de Madrigaux (Il Sesto Libro de Madrigali à cinque voci), 1607
1. Andianne à premer latte
2. Viviamo amianci, ò mia gradita Ielse
3. Voi sapete ch'io v'amo
4. Ch'io non t'amor cor mio - Ma se tu sei quel core
5. Legasti anima mia
6. Chi prende Amora gioco
7. Non può vana dolcezza - Del mio bel ciel sereno
8. Se non miro io mi moro
9. Perch'io restasi in vita
10. Ardo misero amante - Et mi'è si dolce
11. Mentre ch'all'aureo crine
12. Temer donna non dei
13. Ecco ò dolce, ò gradita
14. Filli mentre ti miro
15. Quella candida mano
16. Amorosetto Neo
17. Così bella voi sete
18. Felice era il mio core

7e livre de Madrigaux (Il Settimo Libro de Madrigali à Cinque Voci"), 1608
1. S'egli è ver ch'io v'adoro
2. Godea del sol i rai
3. In due vermiglie labra
4. Con le labra di rose
5. Havera per la sua Ninfa
6. Che non mi date aita
7. Occhi belli ch'adoro
8. Filli mia s'al mio seno
9. Coridon del tuo petto
10. L'amoroso veleno
11. Non veggio il mio bel sole
12. Sospir, baci, e parole
13. Filli cor del mio core
14. Ardemmo insieme bella donna, ed io
15. Suggetemi suggete
16. Ove stavi tu auvolto
17. Fuggite pur fuggite
18. Scherzava Amor, e Cori
19. Amorosetto Neo

8e livre de Madrigaux (L'Ottauo Libro de Madrigali à Cinque Voci), 1618
1. Leggiadra pastorella in treccle d'oro
2. Tosto ch'in don' gli chieggio
3. Rid' il Ciel' rid' il Sole
4. All'apparir de Sole
5. Già sospirai d'amore
6. Incenerit è l'petto
7. Il Ciel ti guardi amorosett'Armilla
8. Piccioletta farfalla
9. Lasso ch'io moro
10. Tolse dal Ciel' due stelle
11. Donna questo mio core
12. Si gioioso mi fanno i dolor miei
13. Filli non voi ch'io dica
14. O man' candid' e cara

Ce livre contient aussi trois madrigaux de Carlo Gesualdo :
1. Quando l'alba novella
2. All'ombra degl'allori
3. Come vivi cor mio

Symphonia angelica di diversi eccellentissimi musici, 1585

### Villanelles
Il secondo libro delle villanelle alla napolitana a tre voci, 1574
1. Signora, io penso

### Motets
Sacrae Hebdomadae Responsoria, 1622
1. In monte Oliveti
2. Tristis est anima mea
3. Ecce ij videmus
4. Amicus meus osculi
5. Iudas mercator
6. Vnus ex discipulis
7. Eram quasi agnus innocens
8. Vna hora non posuistis
9. Seniores populi
10. Omnis amici mei
11. Velum templi
12. Vinea mea
13. Tanquam ad latronem
14. Tenebrae factae sunt
15. Animan meam
16. Tradiderunt me
17. Iesum tradit impius
18. Caligaverunt
19. Sicut ovis
20. Hierusalem surge
21. Plange quasi virgo
22. Recesit pastor noster
23. O vos omnes
24. Ecce quomodo moritur
25. Astiuerunt reges
26. Estimatus sum
27. Sepulto Domino

## Premières sources publiées
- Il secondo libro delle villanelle alla napolitana a tre voci, de diversi musici di Barri; raccolte per I. de Antiquis, con alcune delle sue, novam. stamp / Venetia, Gardano, 1574. (OCLC 29934375)
- Bicinia sive cantiones suavissimae duarum vocum : tam divinae musices tyronibus, quam eiusdem artis peritioribus magno usui futurae : nec non & quibusvis instrumentis accomodae ; ex praeclaris huius aetatis authoribus collectae / Antwerpen, Phalèse, 1609.  RISM 1609/18 (OCLC 165564608)
- Pomponii Nennae, Equitis Caesarei, Sacrae hebdomadae responsoria : quae feria quinta in Coena Domini, feria sexta in Parasceve, & Sabbato sancto ad matutinas quinque vocibus concinuntur : cum basso ad organum / Romae : Apud Io. Baptistam Robletum, 1622. (OCLC 67302522)
- Responsorij di Natale, e di Settimana Santa : a quattro voci / In Napoli : Nella Stamparia di Ottauio Beltrano, 1622. RISM A/I; N 380. RISM B/I, 1622, 7.  (OCLC 51561390)
- Di Pomponio Nenna… Il Primo Libro de madrigali à cinque voci. / In Venetia Appresso Angelo Gardano, 1582. (OCLC 165333223)
- Symphonia angelica di diversi eccellentissimi musici a IIII. V. et VI. voci / Anversa, Phalèse & Bellère, 1585. (OCLC 31261501)
- Del signor Alessandro di Costanzo… Il primo libro de' madrigali à quattro voci / Napoli, Per Gio. Battista Sottile, 1604. Et ristampato [er Gio. Battista Gargano, &] per Lucretio Nucci. Si vendono alla libraria di Pietro Paolo Riccio, (1604), 1616. (Contains 3 madrigals at the end by Dentice, marked "newly added" and 2 in the center by Nenna, "S'io taccio" and "La mia doglia")
- Di Pomponio Nenna… Il quarto libro de madrigali à cinque voci / Venetia : Angelo Gardano & Fratelli, 1609. (OCLC 472343647)
- Di Pomponio Nenna… Madrigali à Cinque voci. Quinto Libro. Nouamente Stampati. Canto. (Alto.) (Tenore.) (Basso.) (Quinto.) / Venetia : Appresso l'Herede di Angelo Gardano, 1612. (OCLC 497707442)
- Di Pomponio Nenna… Il Sesto Libro de Madrigali à cinque voci. Canto. (Alto.) (Tenore.) (Basso.) (Quinto.) / Napoli : Nella Stamperia di G. B. Sottile. Per S. Bonino, 1607. (OCLC 497707457)
- Di Pomponio Nenna… Il Sesto Libro de Madrigali à cinque voci. Nouamente Ristampati. Canto. (Alto.) (Tenore.) (Basso.) (Quinto.) Stampa del Gardano. / Venetia : Ære Bartholomæi Magni, 1614. (OCLC 497707473)
- Di Pomponio Nenna… Il Settimo Libro de Madrigali à Cinque Voci. Canto. (Alto.) (Tenore.) (Basso.) (Quinto.) / Napoli : Nella Stampa di G. B. Sottile, per S. Bonino, 1608.(OCLC 497707495)
- Di Pomponio Nenna… L'Ottauo Libro de Madrigali à Cinque Voci. Nouamente… dati in luce da F. Archilei, etc. Canto. (Alto.) (Tenore.) (Basso.) (Quinto.) / Roma : Appresso G. B. Robletti, 1618. (OCLC 497707536)
- Di Pomponio Nenna… Il Primo Libro de madrigali à quattro voci. / In Venetia Appresso Alessandro Vincenti, 1613. rééd. 1621, 1624.

## Manuscrits
- Florence. Biblioteca Nazionale Centrale. Ms. (Magl.XIX.106bis). (contient 10 madrigaux de Nenna pour quatre voix, très probablement copiés depuis le volume imprimé en 1621, et 12 ricercars de Giovanni de Macque)
- Christ Church. MS Mus. 37 Richard Goodson Sr - Manuscript Madrigals by Pomponio Nenna (contient des copies de 9 madrigaux du premier livre, et un inédit)

## Discographie
- Pomponio Nenna : Madrigaux & Motets, Accademia Monteverdiana, dir. Denis Stevens, Trinity Boys Choir, Croydon, LP Nonesuch H-71277, 1973. (OCLC 80474420)
- Neapolitan madrigals & motets, Gesualdo Consort, dir.Gerald Place. Cassette Libra Real Sound LRS 122, 1982. (OCLC 24788991)
- Madrigals & motets from Renaissance Naples, Gesualdo Consort, dir. Gerald Place.  ASV Quicksilva QS 6210, 1982, 1997.  (OCLC 40618819)
- Stabat Mater, Cappella Musicale della Cattedrale di Verona, dir. Alberto Turco.  Bongiovanni GB 5023-2, 1989.  (OCLC 25881897)
- Italia mia, Huelgas Ensemble, dir. Paul Van Nevel. Serie Vivarte. Sony Classical SK 48065, 1992.  (OCLC 26994214)
- Polifonia sacra a Napoli tra XVI e XVIII secolo, Ensemble Vocale di Napoli, dir. Antonio Spagnolo.  Fonè 94 F 01, 1994.  (OCLC 33015447)
- Spesso gli leglo : Neapolitan madrigals of the 16th and 17th century, Ensemble Vocale di Napoli, dir. Antonio Spagnolo. Édition: Tonträger.  Série l'Âge d'or de Naples.   Niccolo, 2000. (OCLC 254876794)
- Il primo libro de' madrigali à 4 voci, Napoli, 1613, Ensemble Vocale Palazzo Incantato, dir. Sergio Lella.  Tactus TC551401, 2001. (OCLC 52724705)
- O dolorosa gioia, Concerto Italiano, dir. Rinaldo Alessandrini.  Opus 111 P2000, 2006. (OCLC 493128846)